# Ларин, Сергей Алексеевич
Сергей Алексеевич Ларин (9 марта 1956, Даугавпилс, Латвия — 13 января 2008, Братислава; похоронен в Вильнюсе) — российский оперный певец (лирический тенор). Работал преимущественно в оперных театрах Европы и США.

## Биография
Выпускник переводческого факультета (французское отделение) Института иностранных языков в г. Горьком (1978), Ларин в 1984 окончил и Литовскую государственную консерваторию (класс оперного пения В. Норейки). Дебютировал в Литовском театре оперы и балета в 1981, в партии Альфреда («Травиата» Дж. Верди). Помимо традиционного русского репертуара (Ленский в «Евгении Онегине» П. И. Чайковского; Юродивый, Шуйский и Самозванец в «Борисе Годунове» М. П. Мусоргского) с успехом исполнял также итальянские, французские и немецкие оперные партии. Западный дебют Ларина состоялся на сцене Венской государственной оперы в 1990 году (в партии Ленского), где певец регулярно выступал до 2000 г. В 1991 дебютировал в лондонском Ковент-Гардене в партии Хозе (опера «Кармен» Ж. Бизе), в … Парижской опере, в 1992 году в Метрополитен-опере (партия Самозванца). Впоследствии выступал в Метрополитен-опере неоднократно (1994, 1995, 1997, 2004).
Ларин — неоднократный участник престижного Зальцбургского фестиваля, впервые — в партии Самозванца («Борис Годунов» под управлением К.Аббадо, 1994). Аудиозапись этого спектакля получила всемирную известность. Среди других оперных удач Ларина — выступление в Пекине в 1998 году в партии Калафа («Турандот» Дж. Пуччини, дирижёр Зубин Мета), Андрей («Мазепа» П. И. Чайковского, дирижёр Неэме Ярви), Сергей («Леди Макбет Мценского уезда» Д. Д. Шостаковича, дир. Чон Мён Хун). Неоднократно гастролировал в России: в 2000 г. участвовал в исполнении «Колоколов» С. В. Рахманинова (с В. Н. Мининым и М. В. Плетнёвым) в Большом зале консерватории в Москве. В 2001 году состоялся дебют Ларина в московском Большом театре в опере Верди «Сила судьбы» (партия дона Альваро). В 2003 году спел партию Вакха в опере Р. Штрауса «Ариадна на Наксосе» в Берлинской государственной опере. С 1992 года до конца жизни Ларин оставался ведущим солистом Словацкого национального театра (в Братиславе).
Помимо оперы выступал также как концертирующий певец в кантатно-ораториальном и камерном (преимущественно русском) репертуаре. Записал на «Мелодии» (с оркестром под управлением Д. Г. Китаенко, 1986) «Колокола» Рахманинова, на западных лейблах (1996) «Песни и пляски смерти» М. П. Мусоргского, романсы и песни М. А. Балакирева, Н. А. Римского-Корсакова, В. С. Калинникова, Н. К. Метнера, А. Т. Гречанинова и др.
Награждён Офицерским крестом Ордена великого князя Литовского Гедимина (2003).
Похоронен на Антокольском кладбище в Вильнюсе